# Едвартс Вирза
Едвартс Вирза (рођен као лет. Jēkabs Eduards Liekna (Јекабс Едуардс Лиекна); 27. децембар 1883, Жупа Салгале – 1. март 1940, Рига) био је летонски писац, песник и преводилац. Године 1935. и 1936. био је номинован за Нобелову награду за књижевност. Његова дела су била забрањена у Летонској ССР до 1985. године.

## Биографија
Едвартс Вирза је рођен као Јекабс Едуардс Лиекна на имању Рацени, жупа Салгале, Курландска губернија, 27. децембра 1883. Био је најстарији од деветоро деце, а његов отац Јурис Лиекна био је релативно богат фармер.
Едвартс је похађао локалну парохијску школу, а касније је студирао у градској школи у Бауској коју је дипломирао 1901. Године 1902. започео је студије у техничкој школи поште и телеграфа у Риги. Међутим, убрзо је напустио студије и 1904. године отпутовао у Москву где је похађао предавања права на Московском универзитету. Током руске револуције 1905. вратио се у Летонију и живео у својој породичној кући где је учио француски језик и поезију руских симболиста. Године 1906. његова прва песма је штампана у новинама, а 1907. године објављена је његова прва збирка поезије Biķeris (Пехар).
Током Првог светског рата, у лето 1915. немачка војска је окупирала Курландију и напала Земгале уз мали отпор, приморавајући хиљаде Летонаца да напусте своје домове и путују као избеглице у Видземе или даље на исток у унутрашњу Русију. Вирзина породица је такође напустила Земгале, али се Едвартс пријавио у 5. Земгалски летонски стрељачки пук под командом Јукумса Вациетиса 1916. Године 1917. је заједно са већином летонских пушкара отишао у Русију и настанио се у Санкт Петербургу. У Петербургу су му се обраћали чланови Летонског Привременог националног савета и написао је опширан аналитички чланак под насловом Izpostītā Latvija (Опустошена Летонија) о немачко-руском рату на Балтику и бесмисленом херојству летонских војника током борбе у страној војсци. Чланак је био намењен земљама Антанте да их информише о ситуацији на Балтику. Вирза је превео и овај чланак на француски. Године 1918. Вирза је демобилисан из руске војске и враћен у Летонију.
Током рата за независност Летоније Вирза је радио за неколико новина и редовно су објављивани његови чланци и патриотске песме. У јануару 1919, под притиском бољшевика, Вирза је заједно са Привременом владом напустио Ригу и евакуисао се у Лијепају. После пронемачког пуча у априлу 1919. године, Вирза је из Лијепаје путовао морем у Талин, а одатле у Валку где су се организовале летонске војне јединице, још увек лојалне Привременој влади. Док је био у Валки, заједно са Отом Нонацсом и Јекабсом Јаншевским издавао је лист Tautas Balss (Глас нације). Упркос свом кратком животу, ове новине са својим отвореним пролетонским ставом о независности постале су један од симбола слободне Летоније. У јесен 1919, када је почео напад западноруске добровољачке армије, Вирза је живео у Риги и радио у редакцији војног листа Latvijas Kareivis (Војник Летоније) заједно са својим пријатељем песником Викторсом Еглитисом и писцем Александром Гринсом. Током овог периода упознао је песникињу Елзу Стерсте и пар се венчао годину дана касније, у јесен 1920.
Од 1921–1922. Вирза је радио као директор летонске канцеларије за штампу у Паризу. 1922. рођена им је ћерка Амарилис. Године 1923. Вирза је постао члан Летонског савеза пољопривредника и од 1923. до своје смрти 1940. водио је књижевну рубрику партијских новина Brīvā Zeme. Неколико година је радио и као директор Dailes Theatre. Едвартс Вирза је умро 1. марта 1940. године у Риги само два месеца пре совјетске окупације Летоније и сахрањен је на Ришком шумском гробљу. У периоду совјетске окупације дела Едвартса Вирзе су била забрањена и није се помињао у књижевним књигама.

## Књижевност
Едвартс Вирза се сматра првим летонским симболистом у поезији. Његова прва збирка Biķeris из 1907. није само светли пример летонског симболизма већ и први пример еротске поезије у летонској књижевности. Његова каснија дела су углавном неокласична, али имају и многе аспекте романтизма. Током периода Републике Летоније, главне теме поезије Вирзаса биле су патриотизам и лепота природе. Године 1933. завршио је песму (заправо прозно дело) Straumēni (Село Страумен) која је данас укључена у Летонски културни канон. Ово дело описује идеализовани сељачки живот у Земгалеу током 1880-их. Комбинује Вирзина сећања из детињства са причама о његовим бакама и декама. Након Улманисовог преврата у мају 1934. Вирза је постао један од омиљених песника Карлиса Улманиса, активно је учествовао у режимској пропаганди и написао многе песме и чланке који промовишу живот на селу, сељачки рад и патриотизам. Године 1935. објавио је и књигу о Карлису Улманису.
За своју службу Летонији и летонској култури, аутор је добио многа признања, укључујући и она коју му је доделио Карлис Улманис, шеф ауторитарног режима који је контролисао Летонију између 1934. и 1940. године.